# Alternanthera crucis
Alternanthera crucis là loài thực vật có hoa thuộc họ Dền. Loài này được (Moq.) Bold. mô tả khoa học đầu tiên năm 1909.